# 湖南桃花江核电厂
桃花江核电厂位于湖南省桃江县，处资江南岸的沾溪乡境内荷叶山，东南距长沙市108公里，北距常德市59公里，南距娄底市98公里、距益阳市37公里。规划使用四台M310改进型压水堆核电机组，总装机容量432万千瓦，一次性开工建设。项目预计总投资670亿元，整个项目预计于2018年前全部建成投产。目前主场地征地拆迁、土地平整已结束与外围基础设施建设已到位，场内基础建设于2010年3月1日开工。

中国核工业集团公司、华润电力控股有限公司、中国长江三峡工程开发总公司和湘投控股集团有限公司按50：25：20：5的比例组建湖南桃花江核电有限公司，作为湖南桃花江核电厂项目业主，负责核电厂的建设和运营。

## 官方网站
- 湖南桃花江核电有限公司 （页面存档备份，存于）